# اعدام کودکان در جمهوری اسلامی ایران
اعدام کودکان در نظام جمهوری اسلامی ایران به بررسی موارد اعدام کودکان در نظام جمهوری ایران می‌پردازد. قوانین ایران سن مجازات کیفری کودکان را ۱۵ سال برای پسران و ۹سال برای دختران می‌داند. این درحالی است که کنوانسیون‌های بین‌المللی اعدام افراد کمتر از هجده سال را منع می‌کنند. مجازات کودکان در ایران و از جمله صدور حکم اعدام برای آنان در موارد مختلف از جمله درگیری و قتل، قاچاق مواد مخدر و … همواره یکی از چالش‌های مهم نقض حقوق بشر در ایران بوده است.
این اقدام ایران با تعهدات کشور در چارچوب میثاق بین‌المللی حقوق مدنی و سیاسی و کنوانسیون حقوق کودک در تضاد است. ایران در کنار کشورهای عربستان سعودی، پاکستان و سودان تنها کشورهایی هستند که همچنان به اعدام کودکان ادامه می‌دهند.
عفو بین‌الملل در بیانیه‌ای با عنوان «ایران: آخرین جلاد کودکان» اعلام کرد که از سال ۱۹۹۰ میلادی تاکنون ۲۴ کودک در ایران اعدام شده‌اند که ۱۱ نفر از آنان در هنگام اعدام زیر ۱۸ سال بوده‌اند.
مجمع عمومی سازمان ملل متحد سازمان ملل متحد و بسیاری از نهادهای حقوق بشر در داخل و خارج از ایران و دولت‌های مختلف از ایران خواسته‌اند که از اعدام کودکان صرف نظر کند، این تلاش‌ها تاکنون بی‌ثمر بوده است اما در معدود مواردی به تعویق اجرای اعدام منجر شده است.

یکی از وکلایی که در دفاع از حقوق کودکان محکوم به اعدام فعال است می‌گوید:
زمانی که من برای اخذ وکالت دو نوجوان به نامهای رضا و محمد به زندان عادل آباد شیراز رفتم از یک موضوع بسیار ناراحت شدم و آن اینکه حدود دو ساعت به طول انجامید که توانستم با موکلانم ملاقات کنم آن‌ها هر بار که از طرف مسولین زندان صدایشان می‌زنند ترس و واهمه عجیبی وجودشان را در بر می‌گیرد و هر آن گمان می‌کنند که می‌خواهند اعدام شوند.
به گفته وی بسیاری از پرونده‌های اعدام زیر ۱۸ ساله‌ها بر اساس اقرار خود این افراد صادر می‌شود. در حالی که بسیاری از آن‌ها نه از حقوق خود آگاهند و نه عواقب چنین اقرارهایی که معمولاً هم تحت فشار از آن‌ها گرفته می‌شود را می‌دانند. آن‌ها نمی‌دانند که این اقرارها می‌تواند به صدور حکم اعدام برای آن‌ها منجر شود. همچنین برخی از این کودکان گفته‌اند که تحت شکنجه از ایشان اعتراف دروغین و اجباری گرفته شده است.
یک نهاد حقوق بشر معتقد است که ایران از سال ۱۳۸۵ مسئول ۷۳ ٪ اعدام کودکان در جهان بوده است؛ و هم‌اکنون (فروردین ۱۳۸۷) ۱۰۷ کودک در انتظار اجرای حکم اعدام هستند.

## اعدام کودکان ایرانی
- عاطفه رجبی سهاله: وی چندین بار توسط ستاد احیای امر به‌معروف سپاه دستگیر و به شلاق و زندان محکوم می‌شود. وی درحالی‌که ۱۶ سال داشت و به شهادت همسایگان دچار اختلال مشاعر بوده است، توسط قاضی حاجی رضایی (رئیس دادگستری نکا) در ملأ عام به دار آویخته شد. اعدام وی جنجال برانگیزترین مورد اعدام کودکان در ایران بود.[۱۲][۱۳]
- حمد حسن‌زاده: وی ۲۱ خرداد ۱۳۸۷ به اتهام قتل در سنندج بدار آویخته شد.[۷]
- مولایی: دختری که در سن ۱۳ سالگی مورد تجاوز قرار می‌گیرد و توسط متجاوز تطمیع می‌شود تا قتل پسری را که شاهد صحنه تجاوز بوده به گردن بگیرد و او نیز می‌پذیرد. با انکار متجاوز وی هم به جهت روابط نا مشروع شلاق می‌خورد و هم تا سن ۳۱ سالگی در انتظار اجرای اعدام قرار دارد.[۱۴]
- مونا محمودنژاد: یکی از بهائیانی است که پس از انقلاب ۱۳۵۷ در ایران اعدام شد.[۱۵] وی متولد ۱۹ شهریور ۱۳۴۴ معادل  ۱۰ سپتامبر ۱۹۶۵ است. او در زمان اعدام ۱۷ سال بیشتر نداشت.[۱۶][۱۷][۱۸][۱۹]
- سازمان عفو بین‌الملل اعلام کرد، مهدی سهرابی‌فر و امین صداقت، روز پنجشنبه ۵ اردیبهشت ۱۳۹۸ در زندان عادل آباد شیراز استان فارس به‌طور مخفیانه اعدام شدند. آن‌ها در سن ۱۵ سالگی دستگیر شده و در پی یک محاکمه ناعادلانه به اتهام تجاوز به اعدام محکوم شده بودند. بر اساس اطلاعات دریافت شده توسط عفو بین‌الملل، این نوجوانان تا فاصله کوتاهی پیش از مرگ اطلاع نداشتند که به اعدام محکوم شده‌اند و آثار جراحات شلاق روی جسدشان نشان می‌دهد که پیش از اعدام شلاق خوردهٰ‌اند. خانواده‌ها و وکلای آن‌ها از برنامه اعدام مطلع نبودند.[۲۰][۲۱]
- سازمان عفو بین‌الملل طی فراخوانی خواهان جلوگیری از اعدام یک نوجوان ایرانی به نام «دانیال زین‌العابدینی» که در هنگام وقوع جرم ۱۷ ساله بود و الان ۱۸ ساله است، شد. بنابر این گزارش اعدام این نوجوان نقض «کنوانسیون حقوق کودک» و «میثاق بین‌المللی حقوق مدنی و سیاسی» است، که ایران خود یکی از امضاء کنندگان آن بوده است، می‌باشد.[۲۲]
- در روز چهارشنبه ۳ اردیبهشت ۱۳۹۹ میشل باچله، کمیسر عالی حقوق بشر در سازمان ملل متحد اعدام دو نوجوان به نام‌های شایان سعیدپور و مجید اسماعیل‌زاده که در زمان ارتکاب جرم کمتر از ۱۸ سال داشته‌اند را به شدت محکوم کرد.[۲۳][۲۴]
- روز دوشنبه ۸ اردیبهشت ۱۳۹۹ بنا بر گزارش خبرگزاری فرانسه، وزارت خارجه فرانسه اعدام دو نوجوان به نام‌های شایان سعیدپور و مجید اسماعیل‌زاده را محکوم کرد. این دو نوجوان در هنگام ارتکاب جرم زیر ۱۸ سال عمر داشتند.[۲۵]
- سحرگاه روز پنج‌شنبه ۱۱ دی ۱۳۹۹ محمدحسن رضایی پس از سپری کردن دستکم ۱۴ سال در زندان مرکزی رشت (لاکان) اعدام شد. وی در زمان وقوع جرم انتسابی ۱۶ سال سن داشت و در زیر شکنجه مجبور به اعتراف شده و به استناد همین اعتراف به اعدام محکوم شده‌بود. پژوهشگر امور ایران در عفو بین‌الملل، رها بحرینی، اتحادیه اروپا و میشل باچله، کمیساریای عالی حقوق بشر سازمان ملل این اعدام را محکوم کردند.[۲۶][۲۷][۲۸]

### نقض حقوق کودکان در قتل‌عام ۱۳۶۷
طبق گفته شاهدان و اسناد به‌دست آمده، طی کشتار ۶۷، مسئولان اعدام در فرایند نقض حقوق کودکان، در مقابل کودکان زیر ۱۴ سال، اعضای خانواده‌شان را تیرباران و اعدام می‌کردند. کودکان و نوزادان را همراه با خانواده خود، در سلول‌های انفرادی حبس می‌کردند. همچنین شواهد   نشان می‌دهند که ده‌ها کودک زیر ۱۸ سال که اکثر آن‌ها دختر بودند، اعدام شدند.

### اعدام کودکان همجنس‌گرا در ملأ عام
از دیگر اعدام‌های جنجال‌برانگیز در رابطه با همجنس‌گرایان کودک (زیر ۱۸ سال)، می‌توان به اعدام محمود عسگری و عیاض مرهونی به اتهام همجنس‌گرایی در مشهد اشاره داشت.

## اعدام کودکان غیر ایرانی
به گفته کمیسیون مستقل حقوق بشر افغانستان گروه‌های تبهکار و قاچاقچیان مواد مخدر به‌طور غیرقانونی کودکان را به ایران منتقل و از آنان برای قاچاق موارد مخدر استفاده می‌کنند، به گفته این نهاد دستگاه قضایی ایران تاکنون دو نفر از این کودکان را به اتهام قاچاق اعدام کرده و ۱۵ کودک دیگر در آستانه اعدام هستند.

## واکنش نهادها و سازمان‌های بین‌المللی
- در نشست شورای حقوق بشر سازمان ملل متحد، اعدام کودکان، از جمله، دختران ۹ ساله، تکان دهنده، دانسته شد.[۴۰]
- اتحادیه اروپا در بیانیه‌ای از دستگاه قضایی ایران خواست از اعدام بهنود شجاعی خودداری کند.[۴۱]
- هانس گرت پوترینگ، رئیس پارلمان اروپا از ایران خواست تا از اعدام کودکان خودداری کند.[۴۲]
- گزارشگر ویژه وضعیت حقوق بشر در جمهوری اسلامی ایران در جلسه کمیته سوم مجمع عمومی روز ۲۴ اکتبر ۲۰۱۸ ضمن ارائه گزارشی از وضعیت حقوق بشر در ایران نسبت به اعدام کودکان ابراز نگرانی کرد و گفت که زینب سکانوند تنها سه هفته پیش در ایران اعدام شد. وی پنجمین مجرم نوجوان بود که امسال اعدام شد.[۴۳][۴۴]
- فیلیپ لوتر، مدیر تحقیقات خاورمیانه و شمال آفریقا در عفو بین‌الملل گفت: «مقامات ایران بار دیگر آمادگی انزجارآمیز خود را برای کشتن کودکان و نقض قوانین بین‌المللی حقوق بشر به اثبات رسانده‌اند. به نظر می‌رسد که آنها در کمال بیرحمی این دو پسر نوجوان را برای مدت دو سال از حکم اعدامی که برایشان صادر شده بوده بیخبر نگاه داشته بودند، آنها را در آخرین لحظات زندگیشان شلاق زده‌اند و بعد مخفیانه اعدام کرده‌اند.»، «استفاده از مجازات اعدام برای کسانی که هنگام وقوع جرم زیر ۱۸ سال داشته‌اند بر اساس قوانین بین‌المللی مطلقاً ممنوع است و حقوق کودکان را به طرز فاحشی نقض می‌کند. نمایندگان مجلس سالهاست که می‌بایست با اصلاح قانون مجازات و منع استفاده از اعدام برای همه افرادی که در زمان وقوع جرم زیر ۱۸ سال داشته‌اند، به این شرایط هولناک پایان دهند.»[۲۰][۲۱]
- چهارشنبه ۱ مه ۲۰۱۹ بر اساس بیانیه‌ای سخنگوی وزارت خارجه آمریکا، مورگان اورتگس، اعدام دو نوجوان ۱۷ ساله در زندان عادل آباد شیراز محکوم کرد و روند اعدام متهمان زیر سن قانونی در حکومت ایران غیرقابل قبول دانست.[۴۵]
- در ۳ مه ۲۰۱۹ کمیسر عالی حقوق بشر سازمان ملل، میشل باشله، اعدام دو نوجوان ۱۷ ساله به نام‌های مهدی سهرابی‌فر و امین صداقت در زندان عادل آباد شیراز را محکوم کرد. وی گفته است: «کارشناسان سازمان ملل معتقدند در روند محاکمه اساسی‌ترین اصول تضمین کننده دادرسی عادلانه دربارهٔ آنها نقض شده است.» وی همچنین گفته: «براساس قوانین کنوانسیون بین‌المللی حقوق مدنی و سیاسی و کنوانسیون حقوق کودک، اعدام کودکان مجرم مطلقاً ممنوع است.» وی خواستار توقف فوری اعدام کسانی شده که در زمان وقوع جرم و دستگیری کودک و نوجوان بوده‌اند. ایران عضو کنوانسیون بین‌المللی حقوق مدنی و سیاسی و کنوانسیون حقوق کودک می‌باشد.[۴۶][۴۷]
- روز پنجشنبه ۲۳ دی ۱۴۰۰ شماری از گزارشگران سازمان ملل از جمله جاوید رحمان، گزارشگر ویژه سازمان ملل در امور حقوق بشر ایران در ژنو اعلام کردند که حکم اعدام علیه حسین شهبازی باید بر اساس موازین حقوق بشر بین‌المللی لغو شود، زیرا او در زمان ارتکاب جرم ۱۷ ساله و زیر سن قانونی بوده است. آنان از مقامات قضایی جمهوری اسلامی خواسته‌اند احکام اعدام علیه کودک-مجرمان را متوقف کنند.[۴۸][۴۹]